# Cool Japan
Cool Japan (jap. クールジャパン Kūru Japan) – odnosi się do aspektów kultury japońskiej, które ludzie spoza Japonii postrzegają jako „fajne”. Strategia Cool Japan jest częścią ogólnej strategii japońskiej marki, mającej na celu rozpowszechnianie atrakcyjności i uroku Japonii na całym świecie. Cel Cool Japan „obejmuje wszystko, od gier, mangi, anime i innych form treści, mody, produktów komercyjnych, kuchni japońskiej i tradycyjnej kultury po roboty, technologie przyjazne dla środowiska i inne zaawansowane technologicznie produkty przemysłowe”.

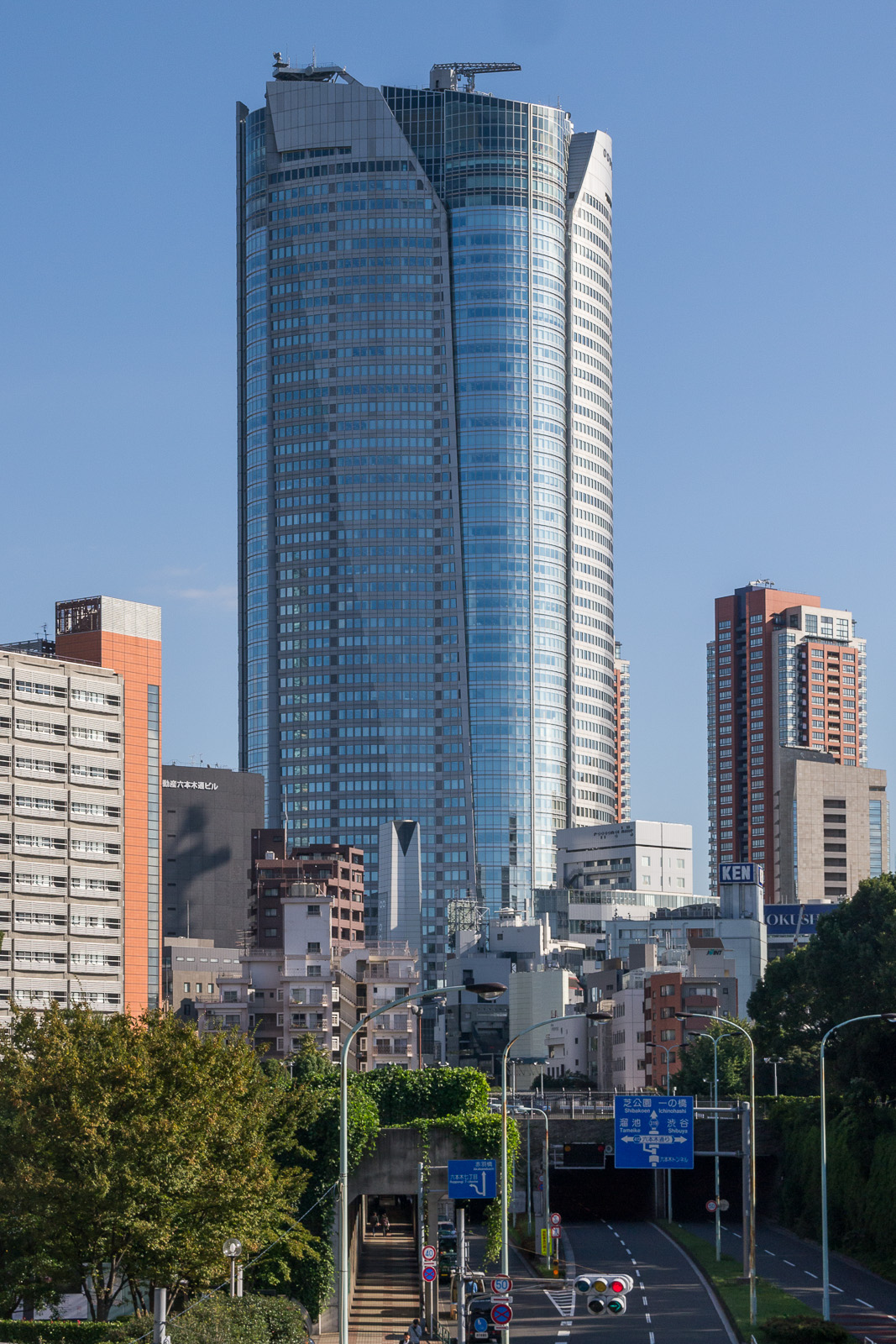
Wieżowiec Roppongi Hills Mori Tower, w którym mieści się organizacja promująca strategię Cool Japan.

Termin ten został opisany jako forma soft power, z możliwością „pośredniego wpływania na zachowanie lub zainteresowania środkami kulturowymi lub ideologicznymi”.

## Geneza
Począwszy od 1980 roku, po powstaniu japońskiego Ministerstwa Spraw Zagranicznych (MOFA), Japonia zaczęła zwiększać wysiłki w zakresie budowania marki narodowej poprzez wypuszczenie serialu telewizyjnego Oshin, który był japońską operą mydlaną. Serial był również bezpłatnie dystrybuowany poza Japonią i został pozytywnie odebrany w 46 krajach. Dzięki sukcesowi Oshin i wielu innym programom telewizyjnym Japonia z powodzeniem ustanowiła ideę „Cool Japan” jako metody ustalania i poprawy kulturowego postrzegania kraju.
W artykule z 2002 roku w Foreign Policy, zatytułowanym „Japan's Gross National Cool”, Douglas McGray napisał o Japonii jako „odnawiającym się supermocarstwie”, gdy jej wpływy kulturowe rozszerzyły się na arenie międzynarodowej, pomimo problemów gospodarczych i politycznych „straconej dekady”. Badając kulturę młodzieżową i rolę j-popu, mangi, anime, gier wideo, mody, filmu, elektroniki użytkowej, architektury, kuchni i zjawisk związanych z kawaii („słodkością”), takich jak Hello Kitty, McGray podkreślił znaczący kulturowy soft power Japonii, stawiając pytanie o to, jakie przesłanie może przekazać ten kraj. Argumentował również, że recesja w Japonii mogła nawet wzmocnić jej narodowy spokój, ze względu na częściowe zdyskredytowanie dawnych sztywnych hierarchii społecznych i ścieżek kariery w dużych firmach.

## Odbiór
Po zwróceniu uwagi przez międzynarodowe media, w tym New York Times, który przeprowadził retrospektywę „Year in Ideas: Pokémon Hegemon”, coraz większa liczba bardziej nastawionych na reformy urzędników państwowych i liderów biznesu w Japonii zaczęła odnosić się do „fajnego narodowego brutto” i przyjmować nieoficjalny slogan „Cool Japan”. W 2005 roku na konferencji prasowej Minister Spraw Zagranicznych Japonii powiązał ten pomysł z Bhutańską koncepcją „szczęścia narodowego brutto”.
Termin ten zyskał większą popularność w połowie lat dziewięćdziesiątych, gdy NHK rozpoczął serię zatytułowaną Cool Japan Hakkutsu: Kakkoii Nippon!, która do końca 2009 roku doczekała się ponad 100 odcinków. Na poziomie uniwersyteckim MIT ustanowił projekt badawczy „Cool Japan”, podczas gdy niektóre uniwersytety zachodnie odnotowały wzrost liczby zapisów na japonistykę ze względu na efekt tego terminu.

## Biuro Promocji Przemysłu Kreatywnego
Japoński rząd określił przemysł kulturowy jako jeden z pięciu potencjalnych obszarów wzrostu. W czerwcu 2010 r. Ministerstwo Gospodarki, Handlu i Przemysłu powołało nowe Biuro Promocji Przemysłów Kreatywnych w celu promowania branż kulturalnych i kreatywnych jako sektora strategicznego „w ramach jednej, długoterminowej koncepcji „Cool Japan”, w celu koordynowania różnych funkcji rządowych i współpracy z sektorem prywatnym”. Ministerstwo Gospodarki, Handlu i Przemysłu ogłosiło, że japońska popkultura jest jednym z kluczowych elementów Cool Japan i obejmuje idoli, anime oraz smakoszy klasy B (B級グルメ), którzy spożywają tanie, popularne i łatwo dostępne potrawy.
Wicedyrektor Biura Promocji Przemysłów Kreatywnych powiedział, że celem jego misji jest „promowanie japońskich produktów poprzez wyjątkowość japońskiej kultury” z budżetem w wysokości 19 miliardów jenów tylko na rok 2011. W 2008 roku wydatki publiczne na działalność kulturalną wyniosły 116,9 mld jenów w Korei Południowej, 477,5 mld jenów w Chinach i 101,8 mld jenów w Japonii, co stanowiło odpowiednio 0,79%, 0,51% i 0,12% całkowitych wydatków rządowych.
Cool Japan Fund, oficjalnie „Overseas Demand Development Support Fund”, został utworzony w listopadzie 2013 roku jako podmiot promujący japońskie produkty eksportowe, przy wspólnym finansowaniu z sektora publicznego i prywatnego. W latach 2013–2018 firma zrealizowała 29 projektów inwestycyjnych o wartości 62 miliardów jenów, z czego 85% pochodziło ze środków publicznych. Fundusz ten ma zostać zamknięty do 2034 roku.